# Parlamentswahlen in Mosambik 2004
Die Parlamentswahlen in Mosambik 2004 fanden am 1. und 2. Dezember 2004 gleichzeitig mit der Präsidentschaftswahl in Mosambik 2004 statt. Beide Wahlen endeten mit einem hohen Sieg der Regierungspartei Frente da Libertação de Moçambique (FRELIMO). Die größte Oppositionspartei des Landes seit der Unabhängigkeit, die Resistência Nacional Moçambicana, kurz Renamo, zweifelte das Ergebnis an. Auch unabhängige Beobachter wiesen auf etliche, gravierende Unregelmäßigkeiten hin. 
RENAMO war bei dieser Wahl als entscheidender Faktor eines Wahlbündnisses etlicher Kleinparteien unter dem Namen Renamo-UE angetreten.

## Demokratische Standards der Wahlen
Die Europäische Beobachtermission bemängelte etliche Unkorrektheiten und vor allem mangelnde Transparenz bei der Durchführung der Wahl, jeweils zugunsten der Regierungspartei FRELIMO. Insgesamt wurden diese Unkorrektheiten jedoch nicht als so gravierend bewertet, dass das Ergebnis deutlich verfälscht sei.

## Offizielle Ergebnisse
| Ergebnisse der Parlamentswahlen in Mosambik 2004 | Ergebnisse der Parlamentswahlen in Mosambik 2004 | Ergebnisse der Parlamentswahlen in Mosambik 2004 | Ergebnisse der Parlamentswahlen in Mosambik 2004 |
| Parteien | Stimmen                                          | %                                                | Sitze                                            |
| --- | ------------------------------------------------ | ------------------------------------------------ | ------------------------------------------------ |
| Frente da Libertação de Moçambique (Frelimo) |                                                  | 62,0                                             | 160                                              |
| Renamo-UE - Resistência Nacional Moçambicana (Renamo) - Aliança Independente de Moçambique - Movimento Nacionalista Moçambicano - Partido de Convenção Nacional - Partido de Unidade Nacional - Frente de Ação Patriotica - Partido Popular de Moçambique - Frente Unida de Moçambique |                                                  | 29,7                                             | 90                                               |
| Partido para a Paz, Democracia e Desenvolvimento |                                                  | 2,0                                              | —                                                |
| Partido para a Liberdade e Solidariedade |                                                  | 0,9                                              | —                                                |
| Partido de Reconciliação Nacional |                                                  | 0,6                                              | —                                                |
| Partido Independente de Moçambique |                                                  | 0,6                                              | —                                                |
| Partido Socialisa de Moçambique |                                                  | 0,5                                              | —                                                |
| total (Wahlbeteiligung 36,4 %) |                                                  |                                                  | 250                                              |
| Quelle: Regierung von Mosambik laut African Elections Database |                                                  |                                                  |                                                  |